# Amathillopsis septemdentata
Amathillopsis septemdentata is een vlokreeftensoort uit de familie van de Amathillopsidae. De wetenschappelijke naam van de soort is voor het eerst geldig gepubliceerd in 1978 door Ledoyer.